# Ніколае Фірою
Ніколае Фірою (4 березня 1939) — румунський ватерполіст і ватерпольний тренер.
Як гравець: учасник Олімпійських ігор 1960, 1964 років.
Як головний тренер збірної Ірану: переможець Азійських ігор 1974 року. 
Як головний тренер збірної ФРН: бронзовий призер Олімпійських Ігор 1984 року.
Бронзовий призер Чемпіонату світу з водних видів спорту 1982 року.
Чемпіон Європи з водного поло 1981 року, бронзовий призер 1985 року.
Переможець Кубка світу 1985 року.
Срібний призер Кубка світу 1983 року.
Бронзовий призер Кубка світу 1987 року.